# Eupoa nezha
Eupoa nezha là một loài nhện trong họ Salticidae.
Loài này thuộc chi Eupoa. Eupoa nezha được Maddison & Zhang miêu tả năm 2007.